# Білі скелі Дувра
Білі скелі Дувра (англ. White Cliffs of Dover) — скелі, що обрамляють англійську берегову лінію протоки Па-де-Кале. Є частиною височини Норт-Даунс. Схил скелі досягає 107 метрів у висоту і має вражаючий вигляд завдяки тому, що до його складу входить крейда, підкреслена смугами чорного кременя. Скелі тягнуться на захід і схід від міста Дувра у графстві Кент, старовинного і як і раніше значимого англійського порту.
Дуврські скелі завдяки білому яскравому кольору видно з французького мису Грі-Не («Сірого мису»). Хоча подібні крейдяні скелі не рідкість для південного сходу Англії, саме Дуврські є найпопулярнішими. Їм присвячено безліч творів. Дуврські Білі скелі здавна визнавалися моряками символом наближення до берегів Англії.
Утворилися ці скелі в крейдяному періоді.
На скелях розташований Дуврський замок, прозваний «Ключем до Англії».

## Фототека

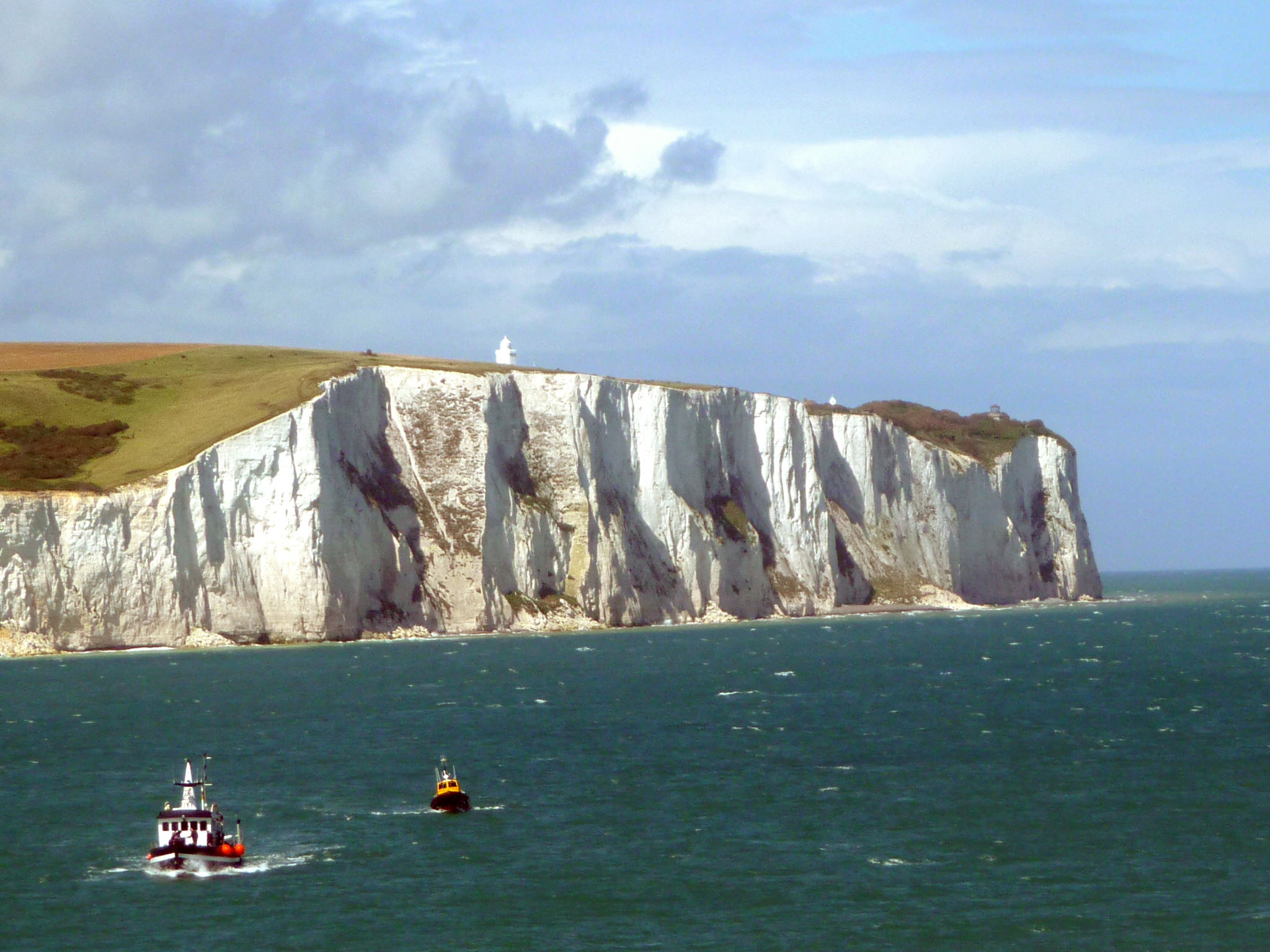
Білі скелі Дувра
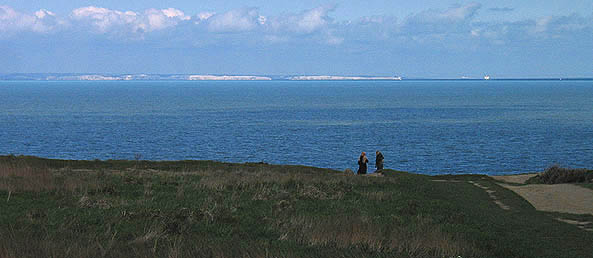
Вид на скелі через протоку з мису Грі Не, Франція
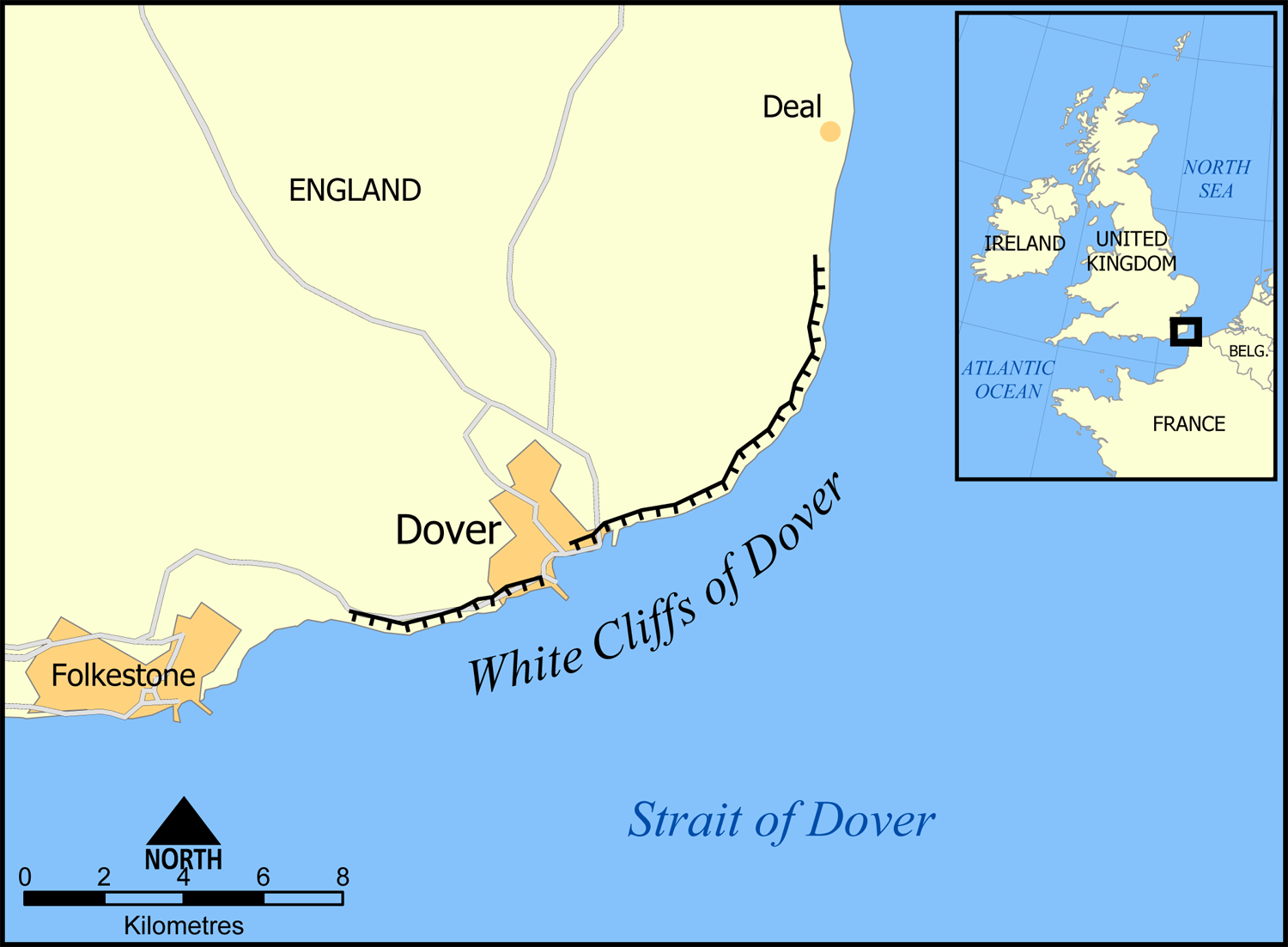
Схема розташування Білих скель
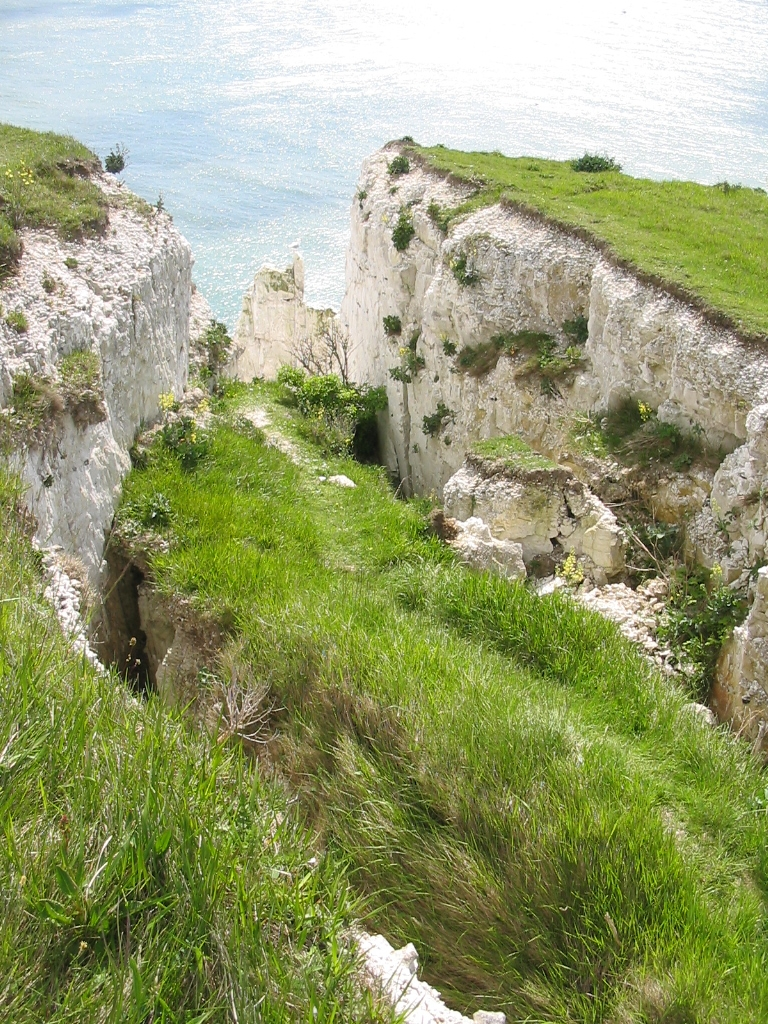
Докази ерозії
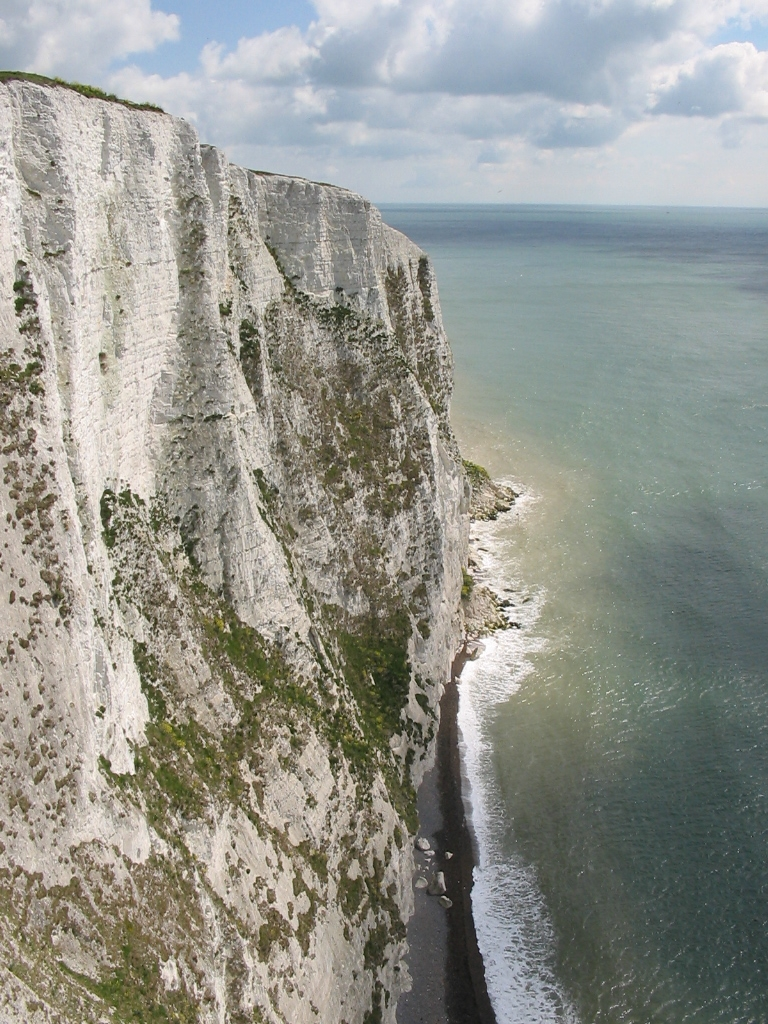
Докази ерозії
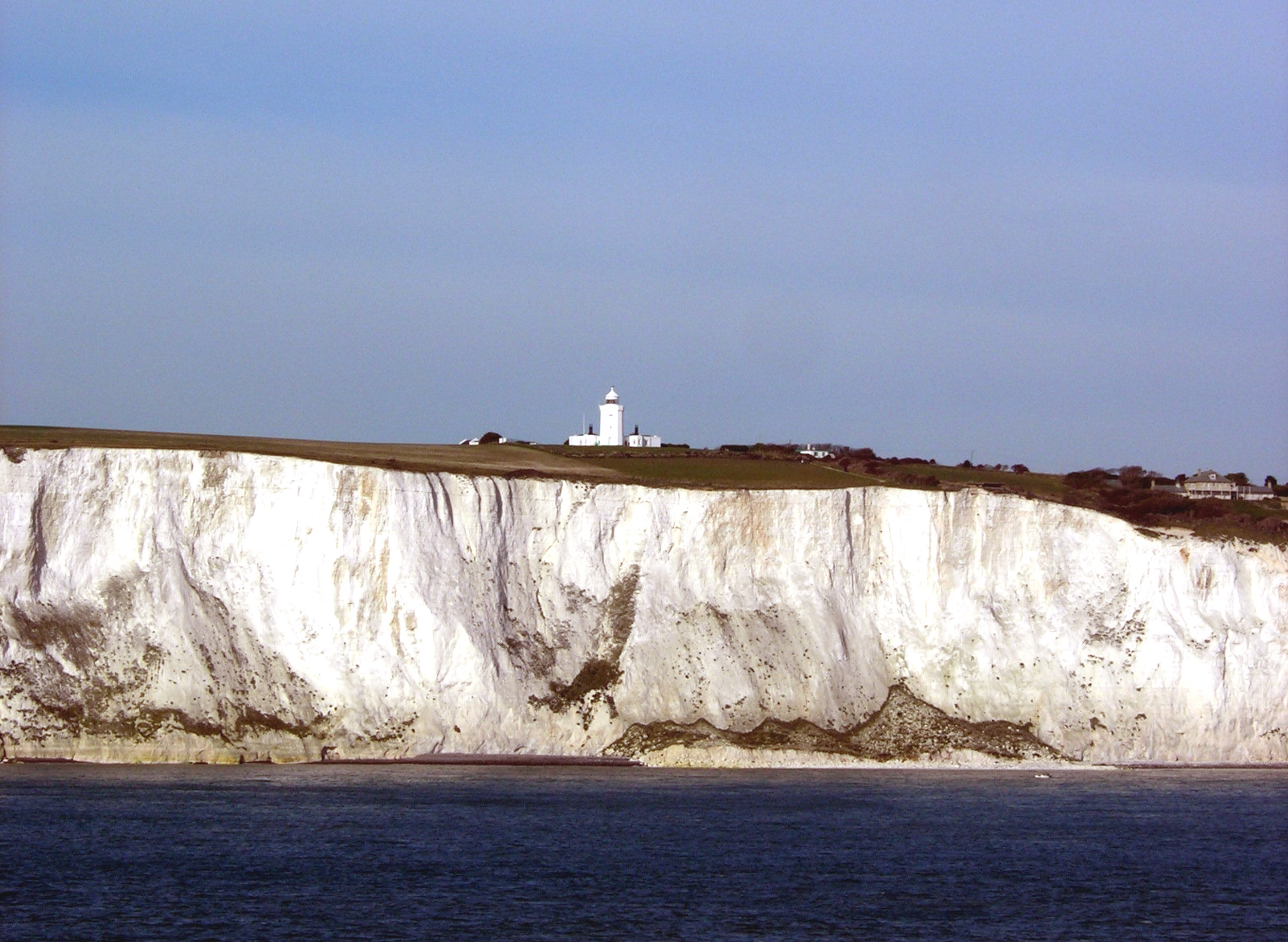
Маяк над урвищем